# Euphorbia setiloba
Euphorbia setiloba är en törelväxtart som beskrevs av Georg George Engelmann och John Torrey. Euphorbia setiloba ingår i släktet törlar, och familjen törelväxter. Inga underarter finns listade i Catalogue of Life.

## Bildgalleri

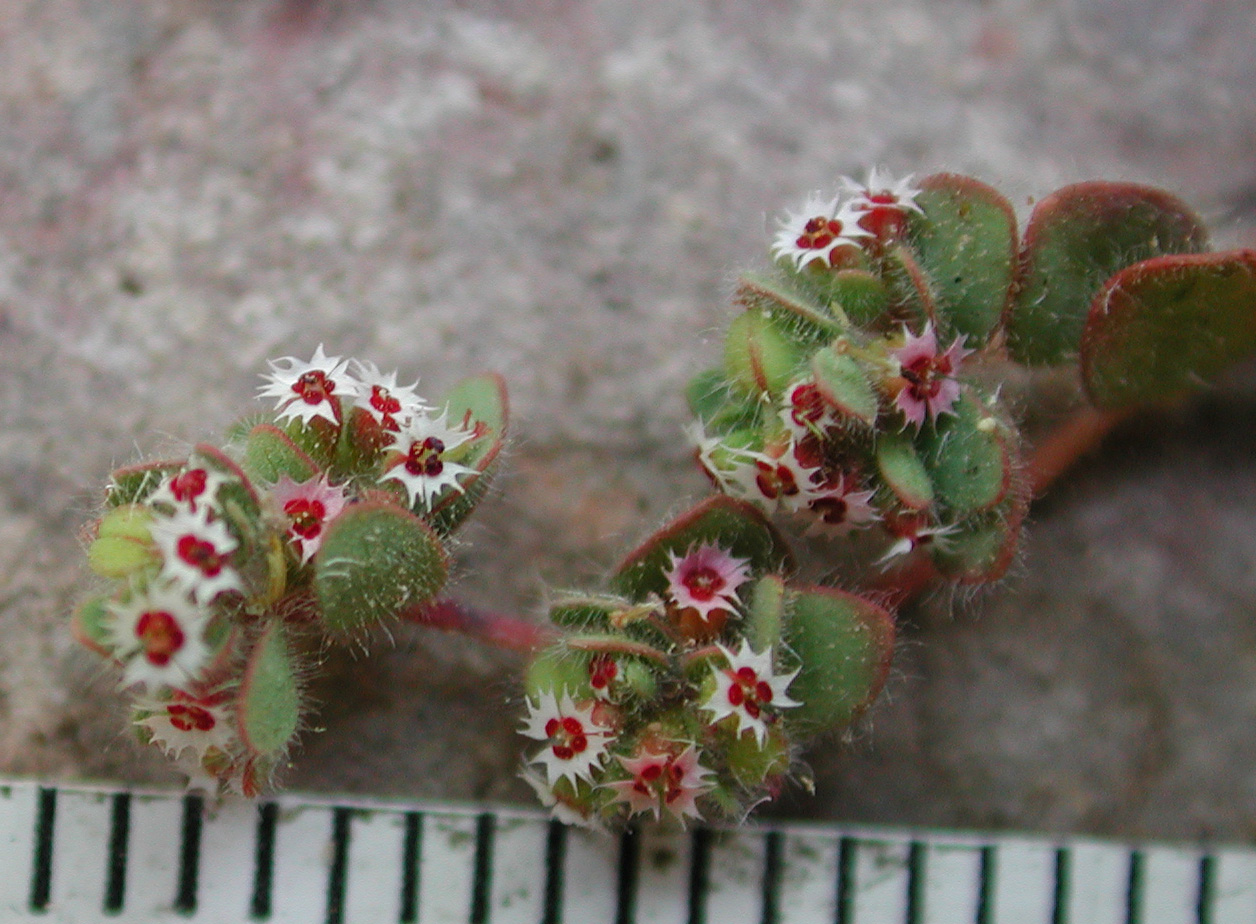
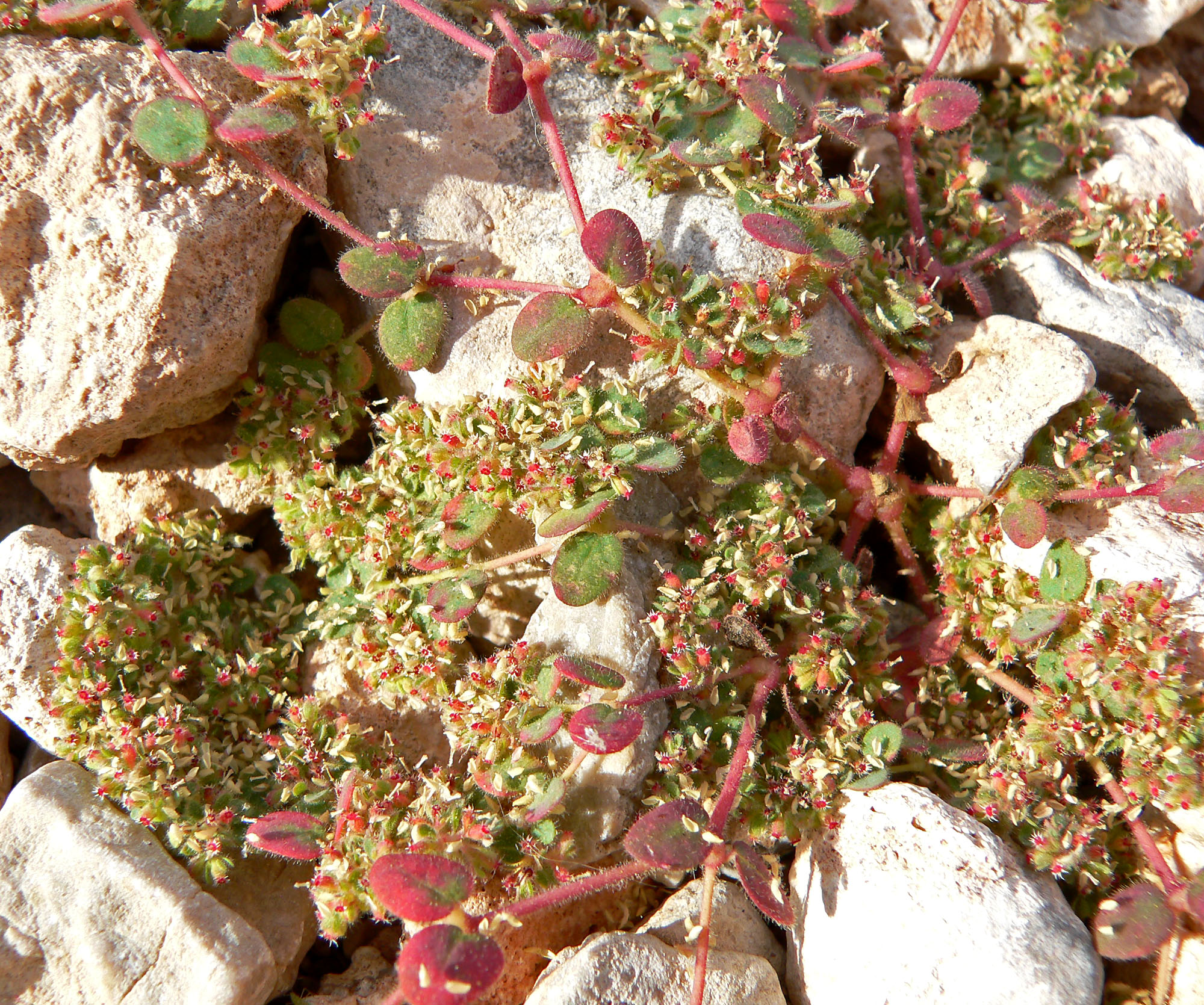
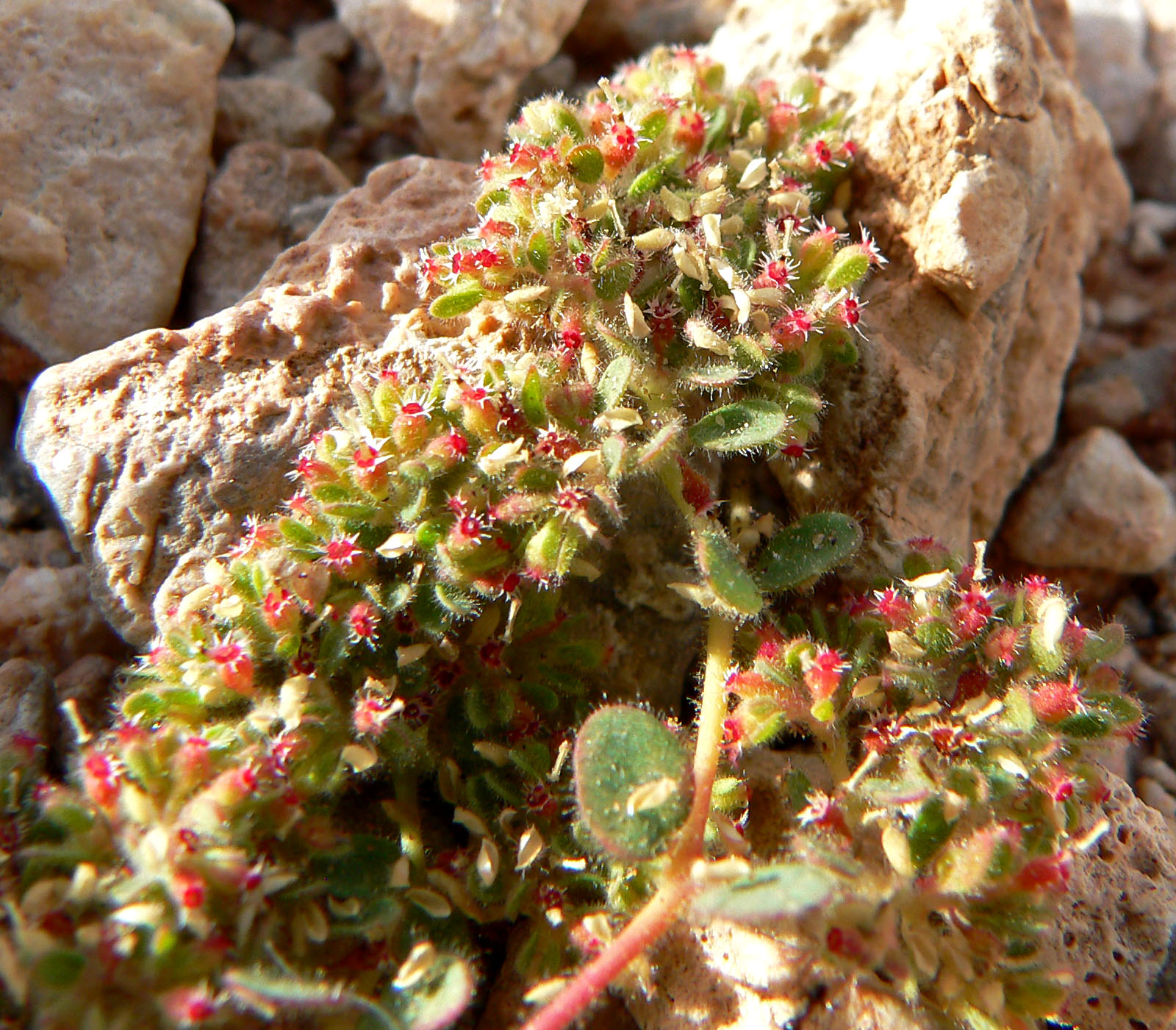